# Clusia schomburgkii
Clusia schomburgkii är en tvåhjärtbladig växtart som beskrevs av Vesque. Clusia schomburgkii ingår i släktet Clusia och familjen Clusiaceae. Inga underarter finns listade i Catalogue of Life.